# Pyrosoma aherniosum
Pyrosoma aherniosum är en ryggsträngsdjursart som beskrevs av Seeliger 1895. Pyrosoma aherniosum ingår i släktet Pyrosoma och familjen Pyrosomatidae. Inga underarter finns listade i Catalogue of Life.